# Cantó d'Ardes
El cantó d'Ardes és un cantó francès del departament del Puèi Domat, situat al districte de Suire. Té 15 municipis i el cap és Ardes.

## Municipis
- Anzat-le-Luguet
- Apchat
- Ardes
- Augnat
- La Chapelle-Marcousse
- Chassagne
- Dauzat-sur-Vodable
- La Godivelle
- Madriat
- Mazoires
- Rentières
- Roche-Charles-la-Mayrand
- Saint-Alyre-ès-Montagne
- Saint-Hérent
- Ternant-les-Eaux

## Història
| Data d'elecció                           | Identitat         | Partit               | Qualitat |
| ---------------------------------------- | ----------------- | -------------------- | -------- |
| 1958-1964                                | Alfred Allagnon   | CNIP                 |          |
| 1964-1982                                | M. Garnier        | Radical, després UDF |          |
| 1982-                                    | Bernard Veissière | PS                   |          |
| les dades anteriors no són pas conegudes |                   |                      |          |
|                                          |                   |                      |          |

## Demografia
| 1962  | 1968  | 1975  | 1982  | 1990  | 1999  | 2007  |
| ----- | ----- | ----- | ----- | ----- | ----- | ----- |
| 3.001 | 3.411 | 2.960 | 2.593 | 2.347 | 2.117 | 2.085 |